# كامس
كامس الفرعون الأخير من أسرة طيبة السابعة عشر. من المُمكن أن يكون ابن الفرعون سقنن رع والملكة إياح حتب وشقيق أحمس الأول، مؤسس الأسرة الثامنة عشر. سقط حُكمه في نهاية الفترة الانتقالية الثانية. تُعزي فترة حُكم كامس بثلاث سنوات، لكن يفضل العلماء إعطائه فترة حكم أطول وصلت إلى خمس سنوات.
حقبته مُهمة جدًا لما كان بها من مبادرات عسكرية ضد الهكسوس، الذين وصلوا ليحكموا مصر القديمة. كان والده سقنن رع قد بدأ بهذه المبادرات، لكن سرعان ما فقد حياته بأحد المعارك معهم. يُعتقد بأن والدته (كوصية) أكملت المعارك بعد وفاة كامس، وأكمل شقيقه أحمس الأول الغزو حتى استطاع طرد الهكسوس ووحد مصر.

## إنجازاته
قام كامس في العام الثالث لحكمه بالإبحار شمالا من طيبة في النيل وكان يقاتل تجمعات الهكسوس الصغيرة ويهدم تحصيناتهم في طريقه إلى الشمال اما مدن الهكسوس الكبرى التي كانت تقابله بمواجهة قوية كان يقوم بحصارها وقطعها عن باقى مملكة الهكسوس حتى وصل إلى أواريس وقد عثر في عام 1954م على لوحتين أقيمتا في الكرنك لتمجيد انتصارات الملك كامس على أبوفيس ملك الهكسوس وتتحدث إحدى هاتين الوحتين عن انتصار كامس في أواريس عاصمة الهكسوس في الدلتا وتفاصيل الأستراتيجية التي أتبعها وعودته منتصرا إلى طيبة.

## وفاته
توفى كامس في أثناء حربه مع الهكسوس عام 1540 ق.م على مشارف مدينة (امبوس) بعد أن كان داخلها منتصرا مظفرا جاءته ضربة الغدر من أحد جرحى الهكسوس فوافته المنية وآخر ما نطق به أن وصى أخوه احمس أن يبلغ الجدة العظيمة توتيشيري انه لحق أباه ومات ميتة سقنن رع.
ذكرت مقبرة كامس في بردية أبوت حيث يذكر انه تم نقل تابوت كامس من مقبرته ودفن في ذراع أبو النجا خوفا عليه من اللصوص في عصر رمسيس الرابع حيث اكتشفه مريت في ديسمبر عام 1857 م تحت كومة من التراب، وذكر مريت ان المومياء كانت في حالة سيئة جدا، وقد وجد مع المومياء خنجر من الذهب والفضة، ومرآه من البرونز، وبردية مجدولة على أعلى ذراع كامس، كما وجد أيضا جعران وبعض التعاويذ، وقد ظل الكفن في مصر بينما يوجد الخنجر في متحف بروكسل ببلجيكا، والمرآه في متحف اللوفر.